# Grupo de intervención (centros penitenciarios)

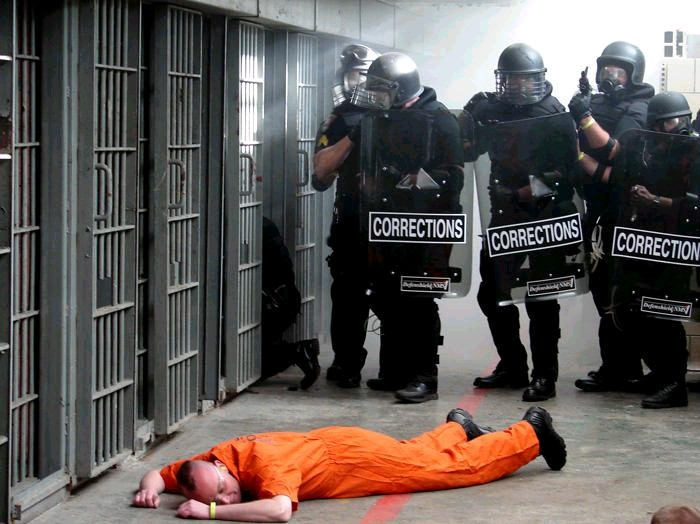
Efectivos de grupo de intervención abatiendo a un recluso

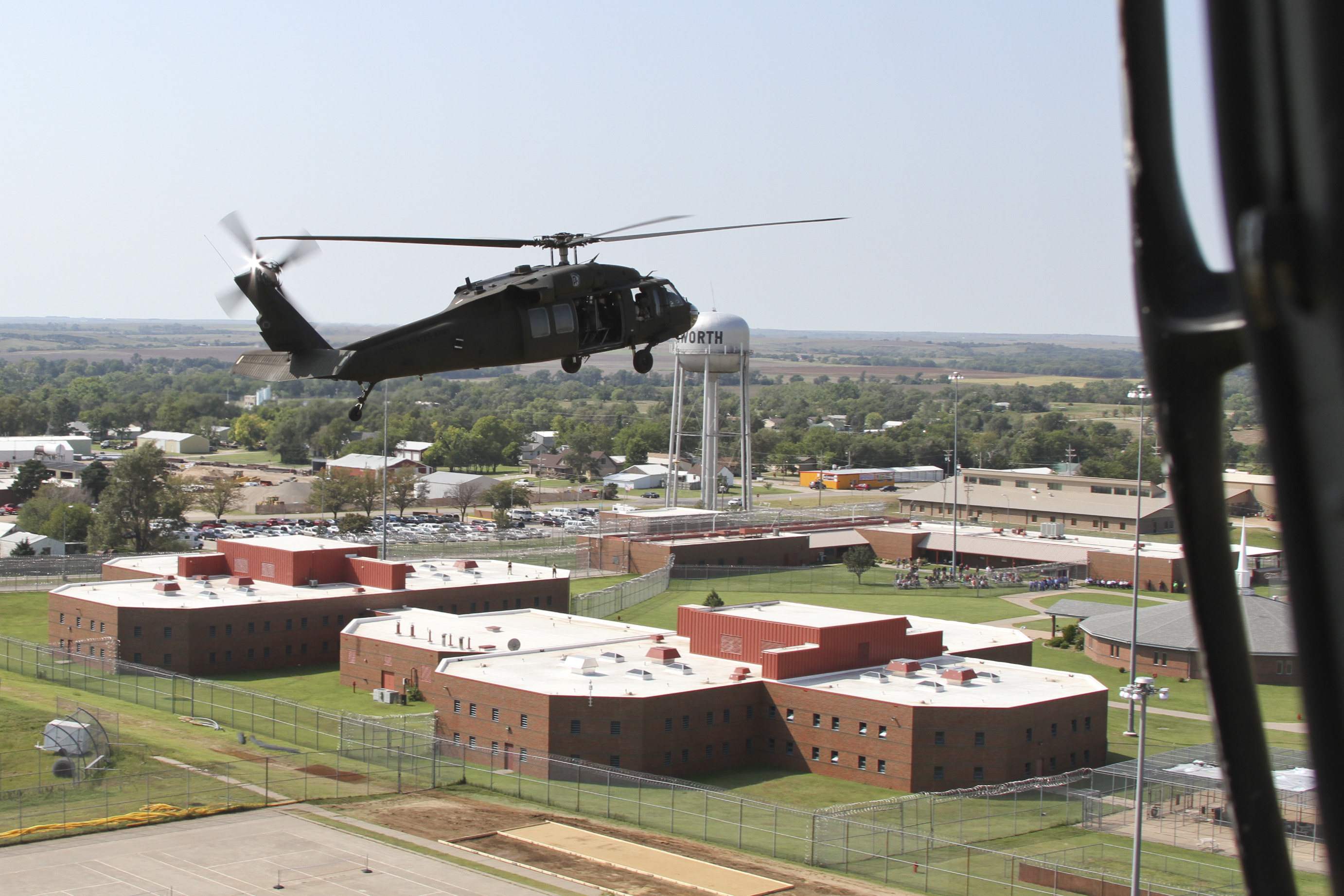
La guardia nacional y el grupo de intervención penitenciario en un ejercicio conjunto; Kansas, Estados Unidos

En un centro penitenciario, un grupo de intervención  es un contingente de funcionarios de prisiones entrenados para la rápida intervención en casos de motines, disturbios, situaciones de peligro para la vida, atrincherado de reclusos, registros de celdas en condiciones excepcionales y demás casos de carácter excepcional. La intervención incluye el despliegue táctico de agentes armados, y puede, según el caso, contar con la presencia de un experto en negociación de rehenes.
En algunas situaciones más complejas, los grupos de intervención penitenciarios pueden recibir asistencia o intervenir en conjunto con otras fuerzas de seguridad, como la guardia nacional o equipos SWAT de la policía.

## Unidades de intervención por países
- Brasil: Grupo de Intervención Táctica[2] (GIT)
- Ecuador: Grupo de Intervención y Rescate[3] (GIR)
- El Salvador: Grupo de Intervención Penitenciaria[4]
- España: Grupo de Intervención Especial[5]
- Estados Unidos: Correctional Emergency Response Team[6] (CRT)
- Francia: Équipes régionales d'intervention et de sécurité (ÉRIS)[7]
- Israel: Unidad Metzada.[8]